# آزادراه ام۶۱

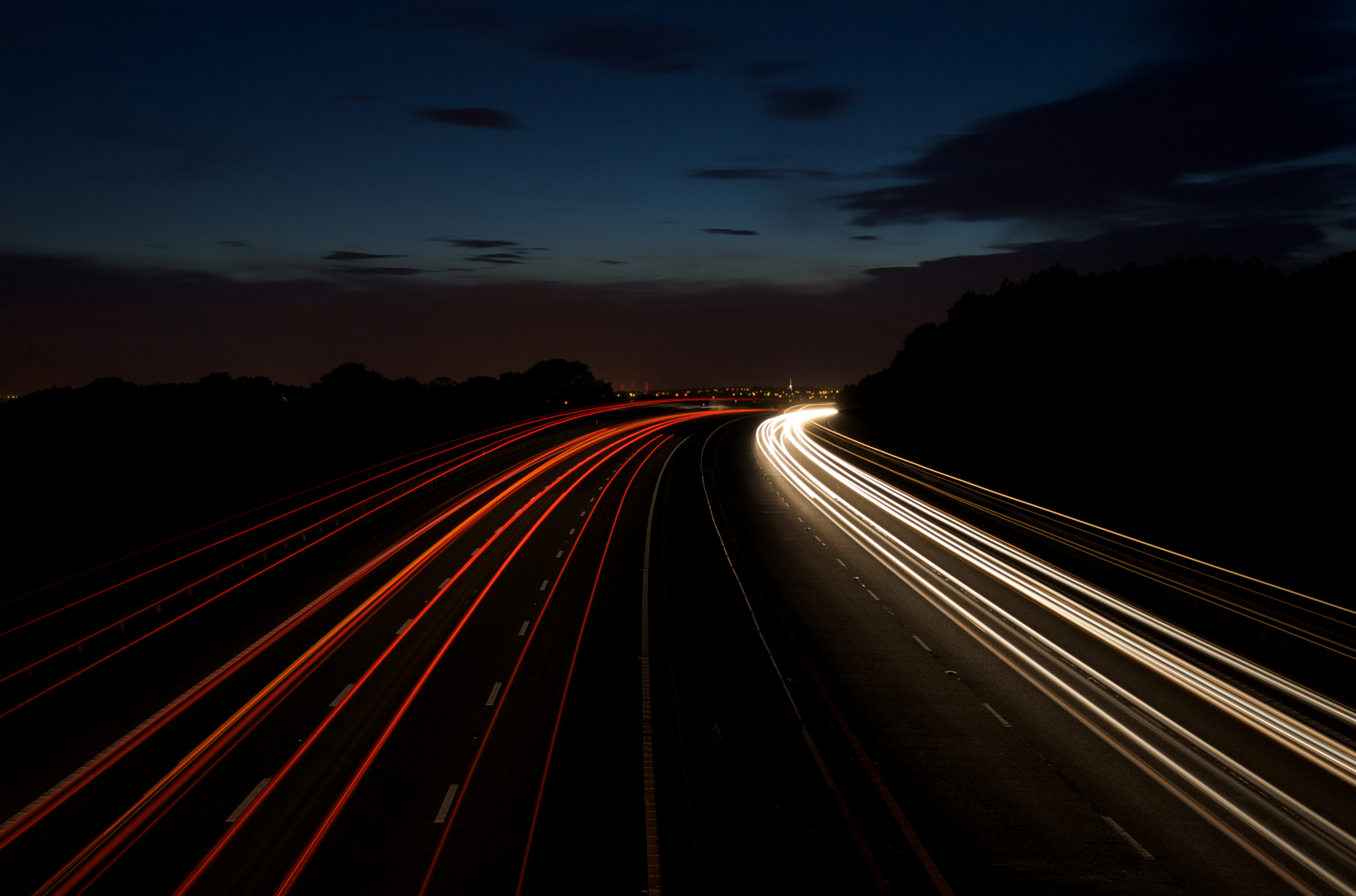
آزادراه ام۶۱

آزادراه ام۶۱ (به انگلیسی: M61 motorway) یک آزادراه در کشور انگلستان است.
این آزادراه که از شهر وورزلی شروع میشود، ۳۲.۲ کیلومتر (۲۰ مایل) مسافت دارد و از شهرهای مهمی مانند منچستر، بولتون و ویگان عبور میکند.